# Porsche Supercup
De Porsche Mobil 1 Supercup is de hoogste toerwagencompetitie, waarin alleen met Porsches gereden wordt. De races worden gereden in het voorprogramma van de Formule 1, ze worden na de Formule 2 en voor de Formule 1 gereden. Het wordt georganiseerd door Porsche. De Porsche Supercup werd in 1993 opgericht. Het is vergelijkbaar met de DTM. Er zijn vijftien teams met elk twee coureurs. Deze klasse is de samengevoegde versie van de verschillende nationale Porsche Carrera-kampioenschappen over de hele wereld, zoals in Duitsland en in Azië.
De rijders rijden allemaal in dezelfde Porsche 911 GT3 (Type 991 generation 2), gebaseerd op de Porsche Carrera. Vanaf 2021 zal er met de nieuwe Porsche 992 van start gegaan worden.

## De auto
Generaties van de Cup 911:
Porsche 911 Carrera 2 Cup (964)

Basis: Porsche 911 Carrera RS 

Debuut: 1990 (Porsche Carrera Cup Deutschland)

Cilinderinhoud: 3.6 liter

Vermogen: 195 kW (265 PS) tot 202 kW (275 PS)

Aantal gebouwd: 297
Porsche 911 Cup (993)

Basis: Porsche 911 Carrera RS 

Debuut: 1994 (Porsche Carrera Cup Deutschland)

Cilinderinhoud 3.8 liter

Vermogen: 228 kW (310 PS) tot 232 kW (315 PS)

Aantal gebouwd: 186

Porsche 911 GT3 Cup (996)

Basis: Porsche 911 GT3

Debuut: 1998 (Porsche Supercup)

Cilinderinhoud: 3.6 liter

Vermogen: 265 kW (360 PS) tot 287 kW (390 PS)

Aantal gebouwd: 873
Porsche 911 GT3 Cup (997)
Basis: Porsche 911 GT3 und GT3 RS

Debuut: 2005 (Porsche Supercup)

Cilinderinhoud 3.6 – 3.8 liter

Vermogen: 294 kW (400 PS) to 331 kW (450 PS)

Aantal gebouwd: 1,485
Porsche 911 GT3 Cup (991.1)
Basis: Porsche 911 GT3 Cup

Debuut: 2013 (Porsche Supercup)

Cilinderinhoud: 3.8 liter

Vermogen: 338 kW (460 PS)

Aantal gebouwd: 673
Porsche 911 GT3 Cup (991.2)

Basis: Porsche 911 GT3 Cup

Debuut: 2017 (Porsche Supercup)

Cilinderinhoud: 4.0 liter

Vermogen: 357 kW (485 PS)

Aantal gebouwd: 737
Porsche 911 GT3 Cup (992)
Basis: Porsche 911 GT3 Cup

Debuut: 2021 (Porsche Supercup)

Cilinderinhoud: 4.0 liter Boring x slag: 102 mm x 81,5 mm

Vermogen: 375 kW (510 PS) bij 8400 tpm

Koppel: 470 Nm @6.150 tpm Redline: 9.000 tpm

Aantal gebouwd: 782 (stand Maart 2023)

Chassis: Monocoque van koolstofvezel met veiligheidsrolkooi

Brandstof: Esso Synergy ™ Hernieuwbare racebrandstof 100% E100 Ethanolmengsel Brandstoftoevoer: directe benzine-injectie Versnellingsbak: In-house Porsche 6-traps paddle-shift sequentiële semi-automatische transmissie dog-type versnellingsbak met achteruit

Wielen en banden: Michelin Porsche Cup N2 droge gladde en betreden regen; "30/65-R18" op 12Jx18 App-Tech ET28 voorzijde, "31/71-R18" op 13Jx18 App-Tech ET53 achterzijde

Remmen: 380 mm remschijven voor / achter, geen ABS (kan achteraf worden gemonteerd)

Inhoud brandstoftank: 110 liter FIA FT3

Afmetingen:Lengte: 4.585 mm (181 in) Breedte: 1.920 mm (76 in) op vooras; 1.902 mm (75 in) op achteras Hoogte: 1246 mm Wielbasis: 2.459 mm

Gewicht: 1.260 kg inclusief bestuurder en brandstof

Besturing: elektrohydraulische stuurbekrachtiging met externe bedieningsfunctie, tandheugel

Veiligheidsuitrusting: Schroth 6-punts veiligheidsgordel + HANS-apparaat + race-kuipstoel met lengteverstelling

## Kampioenschap

### Coureurs
De eerste vijftien coureurs die over de finish gaan krijgen punten. Sinds 2008, worden er 2 punten toegekend aan de coureur die pole position haalt in de kwalificatie.
| Plaats | 1  | 2  | 3  | 4  | 5  | 6  | 7 | 8 | 9 | 10 | 11 | 12 | 13 | 14 | 15 | Pole |
| Punten | 20 | 18 | 16 | 14 | 12 | 10 | 9 | 8 | 7 | 6  | 5  | 4  | 3  | 2  | 1  | 2    |
| ------ | -- | -- | -- | -- | -- | -- | - | - | - | -- | -- | -- | -- | -- | -- | ---- |

### Wildcards
Tijdens speciale evenementen bestaat de kans dat Porsche een wild-card aan een coureur uitreikt. Dit is weggelegd voor speciale gasten, ex-formule 1 coureurs of jonge talenten waar Porsche Motorsport meer in ziet.

### Constructeurs
De punten van de beste twee coureurs van een team tellen samen voor het team mee. Aan het einde van het seizoen kent Porsche de drie teams met de meeste punten prijzengeld toe.

### Prijzengeld
In 2006 en 2007 betaalde Porsche AG rond de 820.000 euro aan coureurs en de teams. Per race won de winnaar 9.000 euro, de nummer twee kreeg 7.500 euro and de derde plaats was goed voor 6.500 euro. Voor een 15e plaats kreeg een coureur 1.400 euro. De kampioen van 2006 en 2007 won een Porsche. De coureur met de snelste ronde ontvangt een 'premium watch' van Porsche Design.

## Kampioenen

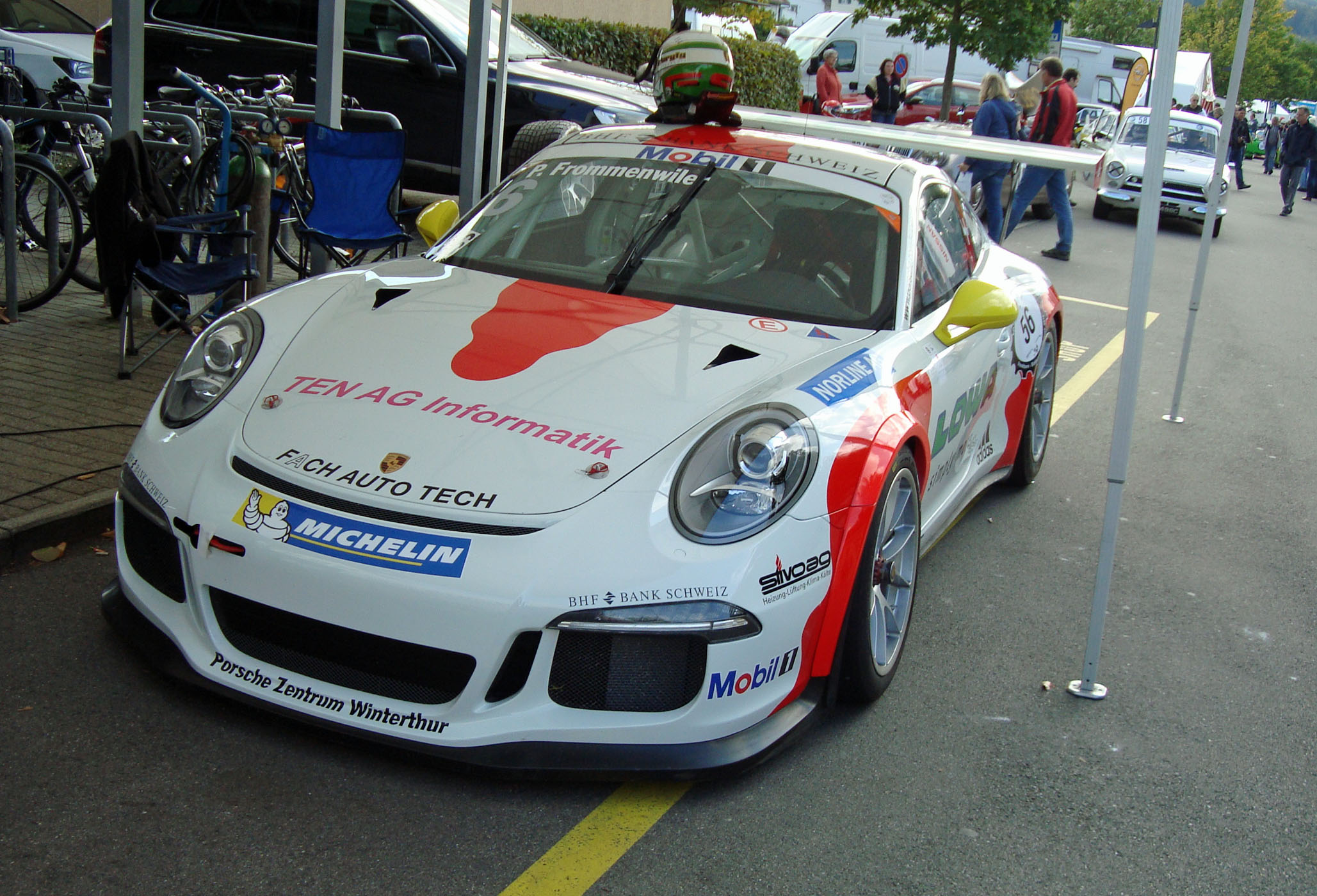
Porsche 991 GT3 Cup (2015)

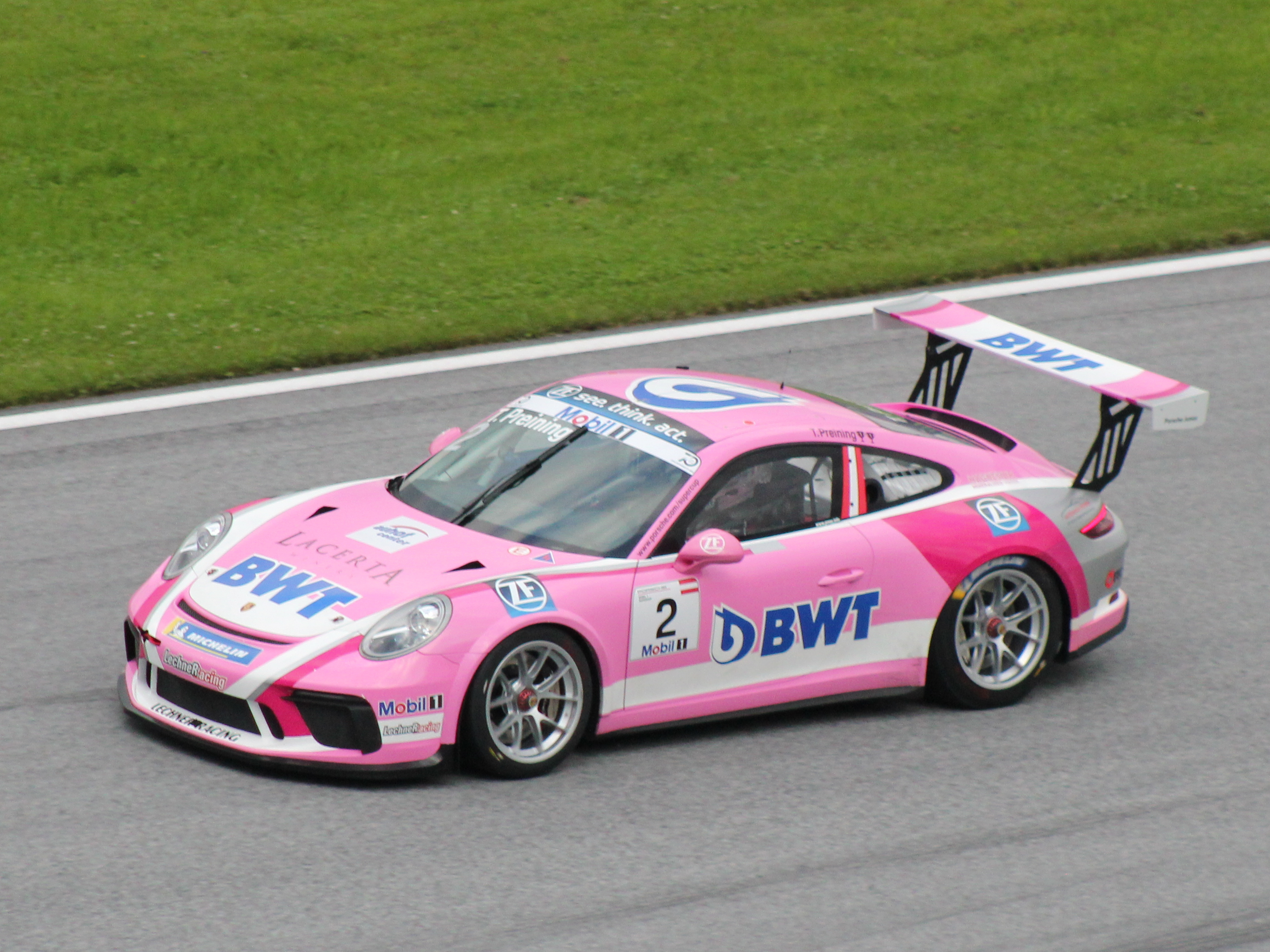
De Oostenrijker Thomas Preining in de Porsche 911 GT3 Cup (991 II) in gebruik sinds 2017

| Jaar | Coureur             | Team                           |
| ---- | ------------------- | ------------------------------ |
| 2024 | Larry ten Voorde    | Schumacher CLRT                |
| 2023 | Bastian Buus        | BWT Lechner Racing             |
| 2022 | Dylan Pereira       | BWT Lechner Racing             |
| 2021 | Larry ten Voorde    | Team GP Elite                  |
| 2020 | Larry ten Voorde    | Team GP Elite                  |
| 2019 | Michael Ammermüller | BWT Lechner Racing             |
| 2018 | Michael Ammermüller | BWT Lechner Racing             |
| 2017 | Michael Ammermüller | Lechner MSG Racing Team        |
| 2016 | Sven Müller         | Lechner MSG Racing Team        |
| 2015 | Philipp Eng         | Lechner Racing Middle East     |
| 2014 | Earl Bamber         | VERVA Lechner Racing Team      |
| 2013 | Nicki Thiim         | Attempto Racing                |
| 2012 | René Rast           | Lechner Racing                 |
| 2011 | René Rast           | Veltins Lechner Racing         |
| 2010 | René Rast           | Al Faisal Lechner Racing       |
| 2009 | Jeroen Bleekemolen  | Konrad Motorsport              |
| 2008 | Jeroen Bleekemolen  | Jetstream Motorsport           |
| 2007 | Richard Westbrook   | HISAQ Competition              |
| 2006 | Richard Westbrook   | RT Morellato PZ Essen          |
| 2005 | Alessandro Zampedri | Walter Lechner Racing          |
| 2004 | Wolf Henzler        | Team PZ Essen Grohs Motorsport |
| 2003 | Frank Stippler      | Infineon Team Farnbacher PZN   |
| 2002 | Stéphane Ortelli    | Kadach Tuning                  |
| 2001 | Jörg Bergmeister    | Farnbacher Racing PZN-FE       |
| 2000 | Patrick Huisman     | Eschmann-Manthey-Racing        |
| 1999 | Patrick Huisman     | Eschmann-Manthey-Racing        |
| 1998 | Patrick Huisman     | Olaf Manthey Racing            |
| 1997 | Patrick Huisman     | Olaf Manthey Racing            |
| 1996 | Emmanuel Collard    | JMB Competition                |
| 1995 | Jean-Pierre Malcher | JMB Competition                |
| 1994 | Uwe Alzen           | Porsche Zentrum Koblenz        |
| 1993 | Altfrid Heger       | Porsche Zentrum Koblenz        |